# Hoko Horowura
Hoko Horowura is een bestuurslaag in het regentschap Flores Timur van de provincie Oost-Nusa Tenggara, Indonesië. Hoko Horowura telt 616 inwoners (volkstelling 2010).